# Eunostos
Eunostos  è una caratteristica di albedo della superficie di Marte.